# Irish League 1968-1969
L'Irish League 1968-1969 è stata la 68ª edizione della prima divisione del campionato nordirlandese di calcio.
Il campionato era formato da dodici squadre e il Linfield vinse il titolo. Non vi furono retrocessioni.

## Classifica finale
| Pos. | Squadra          | G  | V  | N | P  | GF | GS | Punti |
| ---- | ---------------- | -- | -- | - | -- | -- | -- | ----- |
| 1    | Linfield         | 22 | 17 | 1 | 4  | 61 | 19 | 35    |
| 2    | Derry City       | 22 | 15 | 2 | 5  | 57 | 27 | 32    |
| 3    | Glentoran        | 22 | 13 | 4 | 5  | 42 | 22 | 30    |
| 4    | Coleraine        | 22 | 13 | 3 | 6  | 43 | 30 | 29    |
| 5    | Ards             | 22 | 12 | 5 | 5  | 48 | 34 | 29    |
| 6    | Crusaders        | 22 | 12 | 5 | 5  | 47 | 34 | 29    |
| 7    | Ballymena United | 22 | 9  | 5 | 8  | 48 | 41 | 23    |
| 8    | Distillery       | 22 | 6  | 4 | 12 | 39 | 51 | 16    |
| 9    | Glenavon         | 22 | 6  | 2 | 14 | 32 | 52 | 14    |
| 10   | Bangor           | 22 | 5  | 2 | 15 | 22 | 51 | 12    |
| 11   | Cliftonville     | 22 | 3  | 5 | 14 | 24 | 58 | 11    |
| 12   | Portadown        | 22 | 2  | 0 | 20 | 15 | 59 | 4     |

G = Partite giocate; V = Vittorie; N = Nulle/Pareggi; P = Perse; GF = Goal fatti; GS = Goal subiti; 